# 近藤元次
近藤 元次（こんどう もとじ、1930年（昭和5年）6月20日 - 1994年（平成6年）2月16日）は、日本の政治家。位階は従三位勲一等、勲章は瑞宝章
農林水産大臣、衆議院議員（6期・自由民主党）を歴任した。息子は元自民党衆議院議員の近藤基彦。

## 来歴・人物
新潟県佐渡郡相川町出身。新潟県立新潟工業高等学校を経て日本大学理工学部卒業。
相川町議会議員、新潟県議会議員を経て、1979年の第35回衆議院議員総選挙に旧新潟1区からに立候補し初当選（当選同期に佐藤信二・保利耕輔・畑英次郎・麻生太郎・小里貞利・岸田文武・白川勝彦・丹羽雄哉・亀井静香・吹田愰・宮下創平・亀井善之・船田元など）。連続当選6回。
自民党内では宏池会（大平正芳→鈴木善幸→宮澤喜一派）に所属。農水政務次官、党農林部会長などを歴任した農林族の大物で知られ、1990年に第2次海部内閣の農林水産大臣として初入閣。1991年 宮澤内閣が発足すると閣僚経験者では異例の内閣官房副長官に就任。PKO法案成立に尽力するなど政権の裏支えに徹した。なお、1993年1月の宮澤首相のASEAN諸国歴訪に同行していたが、渡航中に体調を崩して肋膜炎を発症しながらもカンボジアでのPKO活動の視察を行った。帰国後に治療を行い一時は公務に復帰し、同年の総選挙で6期目の当選を果たしたが、その後同年暮れに病を再発させ、6期目在職中の1994年2月16日に死去した。63歳没。同月18日、特旨を以て位記を追賜され、死没日付をもって従三位勲一等に叙され、瑞宝章を追贈された。追悼演説は、同年3月30日の衆議院本会議で、当選同期で近藤とともに農林族だった田名部匡省が行い「コンちゃん、充実の時だった」と故人を偲んだ。